# عقد 1110 هـ
عقد 1110 هـ هو الفترة بين عام 1110 إلى 1119 في التقويم الهجري، أي العشر سنوات الثانية من القرن الثاني عشر الهجري.